# T2 (demo)
T2 är Takidas andra demo och släpptes år 2000.

## Låtlista
1. "Leave Me Alone"
2. "It's the Booze Talking"
3. "Asleep"
4. "Give Into Me"
5. "A Point of View"